# 프라이빗 헬 36
《프라이빗 헬 36》(영어: Private Hell 36)은 미국에서 제작된 돈 시걸 감독의 1954년 범죄 누아르 영화이다. 아이다 러피노, 스티브 코크런, 하워드 더프, 딘 재거, 도러시 멀론 등이 출연하였고 콜리어 영이 제작하였다.

## 줄거리
형사 캘은 나이트클럽 가수 릴리의 도움으로 뉴욕 은행 강도 용의자를 쫓고, 추격 끝에 용의자는 사망한다. 은행 돈을 회수한 캘은 일부를 빼돌리고, 주저하는 파트너 잭을 동참시킨다. 어느 날 죽은 용의자의 동료가 이들을 폭로하겠다고 협박해온다.

## 출연
- 아이다 러피노 - 릴리 말로, 나이트클럽 가수 역
- 스티브 코크런 - 캘빈 "캘" 브루너, L.A. 형사 역
- 하워드 더프 - 잭 파넘 형사, 캘의 파트너 역
- 딘 재거 - 마이클스 경감 역
- 도러시 멀론 - 프랜시 파넘 역
- 킹 도너번 - 에브니 서로비치 역
- 댑스 그리어 - 샘 마빈 역
- 톰 먼로 - 순경 톰 역
- 체스터 콩클린 - 살해 당한 남성 역